# 뿌요뿌요 7
뿌요뿌요7(ぷよぷよ7 푸요푸요 세븐[*])은 일본의 게임 회사 세가에서 제작한 낙하형 퍼즐 게임으로, 뿌요뿌요 시리즈의 2차 리부트작이다.

## 발매
- 닌텐도 DS : 2009년 7월 30일
- Wii : 2009년 11월 26일
- 플레이스테이션 포터블 : 2009년 11월 26일

## 진행 규칙

### 뿌요뿌요
이 규칙은 상쇄가 없다. 1연쇄부터 7연쇄까지의 음성이 차례대로 출력된다.

### 뿌요뿌요2
이 규칙은 상쇄가 있으며, 연쇄가 가능한 만큼 소거를 하고도 예약된 방해뿌요가 남아있으면 방해뿌요가 필드에 나열된다. 또한 1연쇄부터 7연쇄까지의 음성이 차례대로 출력된다.

### 뿌요뿌요 피버
뿌요뿌요 15주년 기념판의 피버 룰을 따른다. 뿌요를 소거할 시 방해뿌요가 예약되어 있으면 상쇄 후 피버 카운트가 증가하며, 방해뿌요가 예약되지 않은 경우 피버 지속 시간이 1초 늘어난다.

### 미션
모두에게 특정 미션이 나오며, 그 미션을 먼저 정리하는 사용자가 포인트를 획득한다. 상대방보다 4개의 미션을 먼저 달성하면 승리한다.

### 대변신
대변신은 세가지 모드로 나뉘는데, 작은 뿌요인 치비, 큰뿌요인 데카, 작은 뿌요와 큰뿌요가 랜덤으로 나오는 오마카세가 있다. 뿌요를 소거할 시 방해뿌요가 예약되어 있으면 변신 카운트가 증가하며, 방해뿌요가 예약되지 않은 경우 변신 지속시간이 1초 늘어난다. 치비는 작은 뿌요가 나와서 대연쇄를 만들수 있고, 데카는 큰 뿌요가 나와서 같은 색 뿌요가 3개 모이면 터지고, 처음 들어갈때의 연쇄수를 더해 연쇄를 계산한다.